# Apiomorpha withersi
Apiomorpha withersi är en insektsart som beskrevs av Walter Wilson Froggatt 1931. Apiomorpha withersi ingår i släktet Apiomorpha och familjen filtsköldlöss. Inga underarter finns listade i Catalogue of Life.